# Chrodegang de Metz
Pour les articles homonymes, voir Saint Chrodegand.
Chrodegang de Metz, né dans le diocèse de Liège vers 712 et mort à Metz le 6 mars 766, fut évêque de Metz. Il est appelé aussi Godegrand, Gundigran, Ratgang, Rodigang, Sirigang. Il est le fils  de Sigramm et de Landrade, cette dernière appartenant à la famille des Robertiens. Il est l’un des acteurs de la renaissance carolingienne.

## Biographie
Il est d’origine aristocratique: il serait le fils de Landrade de Hesbaye, sœur de Robert Ier de Hesbaye, un ancêtre des Capétiens. Il fait ses études à l’abbaye de Saint-Trond.
Il est élevé à la cour de Charles Martel où il exerce la charge de notaire. Il devient chancelier de Charles Martel en 737.
Il poursuit sa carrière à la cour sous Pépin le Bref.
Il devient évêque de Metz, alors capitale de l’Austrasie, le 1er octobre 742.
Il contribue à l’essor des monastères dans son diocèse. Il transforme le monastère de Saint-Hilaire en monastère bénédictin et y fait déposer une relique de saint Nabor, ce qui – par évolution du langage – vaudra au monastère,puis à la ville qui se construit autour, le nom de Saint-Avold.
Il fonde l’abbaye de Gorze, sans doute entre 747 et 757, qu’il confie en 759 à son frère Gundeland. En 766, il ramena de Rome les reliques de saint Gorgon et les déposa à Gorze. Il en rapporta également les reliques de saint Nabor, qu’il confia à l'abbaye bénédictine de Saint-Avold. Il prit également part à la création de l’abbaye de Lauresheim, fondée dans le diocèse de Worms par un de ses cousins, Cancor de Hesbaye, et sa mère.
Dans son église cathédrale, il forme une communauté de chanoines qu’il accoutume à vivre dans un cloître, selon une règle en partie inspirée de la règle de saint Benoît, appelée Regula vitae communis, plus connue sous le nom de Regula canonicorum.
En 753, il est choisi par Pépin le Bref et l’assemblée générale des États du royaume pour conduire le pape Étienne II durant son voyage en Austrasie.
Les Lombards envahissant les états pontificaux, il organise la fuite du pape vers Saint-Denis. Ce dernier, satisfait de ses services, lui accorde le pallium et le titre d’archevêque à la suite de Saint Boniface mort en 754, ce qui fit quasiment de lui le chef de l’Église franque.
C’est probablement à l’occasion de son voyage à Rome que Chrodegang découvrit le chant vieux-romain. Il élabore une synthèse de ce chant avec le chant gallican. Il en résulte le chant messin, l’ancêtre du chant grégorien. Il crée une Scola cantorum vers 754.
Il convainc Pépin le Bref de faire adopter par le concile de Quierzy-sur-Oise la liturgie romaine dans l'ensemble du royaume. Cette généralisation ne sera parachevée que sous Charlemagne.
En 757, il participe au concile de Compiègne.
En 765, il préside le concile d’Attigny : une assemblée générale du haut clergé franc, où se retrouvent vingt-sept archevêques et évêques et dix-sept abbés.
Il meurt peu après, après avoir gouverné le diocèse de Metz pendant vingt-trois ans.

## Ses réformes
Chrodegang s'affaire à mettre en place les réformes de l'Église désirées par Pépin et par le pape. Les deux ont pour objectif de renforcer et uniformiser les structures ecclésiastiques du royaume. Pour ce faire, Chrodegang convoque périodiquement des conciles (755-757, 762) qui permettent de rassembler le roi et les clercs des provinces du royaume. C'est durant ces conciles que sera institué le principe de la dîme, initialement destinée à compenser la perte des biens de l'Église qui avaient été sécularisés par Charles Martel.
La dîme, officiellement instaurée par Pépin en 756, consiste en le prélèvement d'un dixième des revenus des paysans au bénéfice de l'Église.
En plus, il contribue à faire de Metz une capitale de la réforme et de la liturgie. Il cherche à unifier cette dernière dans les églises du royaume franc. Chrodegang écrit dans les années 754-756 une règle des chanoines, qu'il impose d'abord à l'évêché de Metz, puis qui sera généralisée à l'ensemble des églises franques. Il choisit pour ce faire d'imposer partout les modèles du rite de Rome (ce qui ne va pas de soi, les clercs francs n'étant pas tous au fait des pratiques romaines à l'époque). Cette unification de l'Église sous la liturgie romaine sera reprise et accentuée sous Charlemagne.

## Le saint
En 817, le concile d’Aix-la-Chapelle précise la règle de Chrodegang, mais en se montrant moins strict au sujet de la pauvreté.
Saint catholique, sa fête est célébrée le 6 mars.
Ses reliques sont transférées à l’abbaye de Gorze, puis à l’abbaye de Saint-Symphorien, pour des raisons de sécurité. Elles y furent conservées jusqu’à la Révolution, où elles furent dispersées. Il en reste aujourd’hui une part à la cathédrale.